# Stochov
Stochov település Csehországban, a Kladnói járásban. Stochov Kačice, Hradečno, Tuchlovice, Lány, Nové Strašecí, Rynholec és Mšecké Žehrovice településekkel határos. Lakosainak száma 5354 fő (2024. január 1.).

## Népesség
A település lakosságának változását az alábbi diagram mutatja:
| Lakosok száma | 909  | 880  | 1096 | 1102 | 6131 | 5397 | 5523 | 5416 | 5348 | 5354 |
|               | 1869 | 1890 | 1921 | 1950 | 1980 | 2001 | 2017 | 2019 | 2022 | 2024 |